# Amer Gojak
Amer Gojak (Sarajevo, 13 febbraio 1997) è un calciatore bosniaco, centrocampista del Rijeka.

## Caratteristiche tecniche
Di ruolo trequartista, può essere adattato anche da mezzala, oltre a essere longilineo dal fisico asciutto, tatticamente duttile, dotato di un'ottima tecnica di base e buona velocità soprattutto nel breve, capace anche di ottime accelerazioni; è rapido ed agile nei movimenti e possiede un buono scatto. È destro ma utilizza bene pure il mancino, ha un controllo di palla elegante e preciso grazie al quale si disimpegna con successo in molti dribbling, possiede ottima abilità nei passaggi, riuscendo a mettere in porta con facilità i compagni grazie a dei buoni filtranti, oltre a essere bravo nel tiro dalla distanza. È un calciatore che si occupa quasi esclusivamente della fase offensiva, saltando spesso l’uomo e creando superiorità numerica fino ad arrivare al limite dell’area, cercando il più delle volte l’assist cui sembra naturalmente portato, avendo una grandissima visione di gioco. Ha buona personalità. Si distingue anche per quanto corre e per l'agonismo con cui gioca.
Si ispira a Luka Modrić e a Kevin De Bruyne.

## Carriera

### Club

#### Olimpik Sarajevo
Ha iniziato la sua carriera calcistica nel FK Željezničar, tuttavia senza mai esordire in prima squadra. Nel gennaio 2014 viene acquistato dall'Olimpik Sarajevo dove ha esordito in campionato il 1º marzo 2014 all'età di 17 anni nella partita in trasferta contro il Velež Mostar. Due settimane più tardi ha segnato la sua prima rete in massima serie bosniaca nella partita vinta per 1-0 in casa contro il Rudar Prijedor.

#### Dinamo Zagabria e prestito al Torino
Nel febbraio 2015 viene acquistato dalla Dinamo Zagabria con cui firma un contratto di 5 anni e mezzo aggregandolo alla propria formazione B. Tuttavia nello scorcio finale di stagione riesce anche a esordire in prima squadra, precisamente il 21 marzo, quando entra al 66º al posto di Ángelo Henríquez nella vittoria per 4-1 contro l'Istria. Il 14 maggio successivo ha segnato la sua prima rete con la maglia della Dinamo Zagabria nell'ultima partita di campionato vinta in trasferta 4-0 contro la Lokomotiva Zagabria. Il 14 settembre 2016 ha esordito in UEFA Champions League nella partita in trasferta valida per la fase ai gironi persa 3-0 contro i francesi dell'Olympique Lione. Nel marzo 2017 ha rinnovato per altre cinque stagioni con la Dinamo Zagabria. Il 29 aprile dello stesso anno, ha segnato un poker di reti nella partita vinta per 6-0 in casa contro il Cibalia.
Il 5 ottobre 2020 passa in prestito con obbligo di riscatto al Torino, scegliendo di indossare la maglia numero 10. L'esordio con i granata avviene il 4 novembre successivo, giocando da titolare la partita in casa del Genoa, vinta per 2-1.
Segna il suo primo e unico gol in Serie A con il Torino il 3 gennaio 2021 nella trasferta vinta contro il Parma. A fine stagione, non avendo raggiunto il numero minimo di presenze per l'obbligatorietà del riscatto, lascia la squadra granata per fine prestito.

### Nazionale
Ha compiuto tutta la trafila delle nazionali giovanili bosniache, esordendo il 4 giugno 2014, a soli 17 anni con la Bosnia ed Erzegovina under 21, nell'amichevole disputata contro i pari età della Polonia, entrando al 59º al posto di Riad Bajić. Nel marzo 2017, viene convocato dal CT. Mehmed Baždarević ricevendo per la prima volta la chiamata in nazionale maggiore, per le partite contro Gibilterra e Albania, nelle quali però rimane in panchina senza mai giocare.
Nel novembre 2018, torna in nazionale dopo quasi due anni dall'ultima chiamata, venendo convocato dal neo C.T. Robert Prosinečki; Il 15 novembre successivo esordisce nella nazionale bosniaca, entrando all'87º minuto al posto di Miralem Pjanić, in una partita di Nations League 2018-2019 disputata contro l'Austria. Il 5 settembre 2019 realizza le sue prime due reti con la maglia dei Dragoni nella partita interna, vinta per 5-0 dalla Bosnia contro il Liechtenstein, valida per le qualificazioni al campionato d'Europa 2020, in cui, con 4 gol, è il migliore marcatore della sua nazionale.

## Statistiche

### Presenze e reti nei club
Statistiche aggiornate al 17 dicembre 2023.
| Stagione                | Squadra                 | Campionato              | Campionato | Campionato | Coppe nazionali | Coppe nazionali | Coppe nazionali | Coppe continentali | Coppe continentali | Coppe continentali | Altre coppe | Altre coppe | Altre coppe | Totale | Totale |
| Stagione                | Squadra                 | Comp                    | Pres       | Reti       | Comp            | Pres            | Reti            | Comp               | Pres               | Reti               | Comp        | Pres        | Reti        | Pres   | Reti   |
| ----------------------- | ----------------------- | ----------------------- | ---------- | ---------- | --------------- | --------------- | --------------- | ------------------ | ------------------ | ------------------ | ----------- | ----------- | ----------- | ------ | ------ |
| 2013-2014               | Olimpik Sarajevo        | PL                      | 8          | 2          | CB              | 1               | 0               | -                  | -                  | -                  | -           | -           | -           | 9      | 2      |
| 2014-feb. 2015          | Olimpik Sarajevo        | PL                      | 11         | 2          | CB              | 2               | 0               | -                  | -                  | -                  | -           | -           | -           | 13     | 2      |
| Totale Olimpik Sarajevo | Totale Olimpik Sarajevo | Totale Olimpik Sarajevo | 19         | 4          |                 | 3               | 0               |                    | -                  | -                  |             | -           | -           | 22     | 4      |
| feb.-giu. 2015          | Dinamo Zagabria         | 1.HNL                   | 1          | 0          | CC              | 1               | 0               | UCL                | 0                  | 0                  | -           | -           | -           | 2      | 0      |
| 2015-2016               | Dinamo Zagabria         | 1.HNL                   | 5          | 1          | CC              | 2               | 0               | UCL                | 0                  | 0                  | -           | -           | -           | 7      | 1      |
| 2016-2017               | Dinamo Zagabria         | 1.HNL                   | 22         | 4          | CC              | 6               | 0               | UCL                | 3                  | 0                  | -           | -           | -           | 31     | 4      |
| 2017-2018               | Dinamo Zagabria         | 1.HNL                   | 22         | 1          | CC              | 4               | 0               | UEL                | 4                  | 0                  | -           | -           | -           | 30     | 1      |
| 2018-2019               | Dinamo Zagabria         | 1.HNL                   | 25         | 2          | CC              | 2               | 0               | UCL+UEL            | 6+10               | 0+2                | -           | -           | -           | 43     | 4      |
| 2019-2020               | Dinamo Zagabria         | 1.HNL                   | 27         | 2          | CC              | 1               | 0               | UCL                | 11                 | 2                  | SC          | 1           | 1           | 40     | 5      |
| ago.-ott. 2020          | Dinamo Zagabria         | 1.HNL                   | 5          | 0          | CC              | 1               | 1               | UCL+UEL            | 2+1                | 1+0                | -           | -           | -           | 9      | 3      |
| ott. 2020-2021          | Torino                  | A                       | 15         | 1          | CI              | 2               | 0               | -                  | -                  | -                  | -           | -           | -           | 17     | 1      |
| 2021-2022               | Dinamo Zagabria         | 1.HNL                   | 24         | 1          | CC              | 3               | 1               | UCL+UEL            | 4+8                | 0                  | -           | -           | -           | 39     | 2      |
| ago. 2022               | Dinamo Zagabria         | 1.HNL                   | 2          | 1          | CC              | 0               | 0               | UCL                | 4                  | 0                  | -           | -           | -           | 6      | 1      |
| Totale Dinamo Zagabria  | Totale Dinamo Zagabria  | Totale Dinamo Zagabria  | 133        | 12         |                 | 20              | 2               |                    | 53                 | 5                  |             | 1           | 1           | 207    | 20     |
| ago. 2022-2023          | Ferencváros             | NB1                     | 19         | 2          | MK              | 2               | 1               | UEL                | 7                  | 0                  | -           | -           | -           | 28     | 3      |
| 2023-2024               | Ferencváros             | NB1                     | 6          | 0          | MK              | 2               | 0               | UCL+UECL           | 1+1                | 0                  | -           | -           | -           | 10     | 0      |
| Totale Ferencvaros      | Totale Ferencvaros      | Totale Ferencvaros      | 25         | 2          |                 | 4               | 0               |                    | 9                  | 0                  |             | -           | -           | 38     | 3      |
| Totale carriera         | Totale carriera         | Totale carriera         | 192        | 19         |                 | 29              | 3               |                    | 62                 | 5                  |             | 1           | 1           | 284    | 28     |

### Cronologia presenze e reti in nazionale
| Cronologia completa delle presenze e delle reti in nazionale ― Bosnia ed Erzegovina | Cronologia completa delle presenze e delle reti in nazionale ― Bosnia ed Erzegovina | Cronologia completa delle presenze e delle reti in nazionale ― Bosnia ed Erzegovina | Cronologia completa delle presenze e delle reti in nazionale ― Bosnia ed Erzegovina | Cronologia completa delle presenze e delle reti in nazionale ― Bosnia ed Erzegovina | Cronologia completa delle presenze e delle reti in nazionale ― Bosnia ed Erzegovina | Cronologia completa delle presenze e delle reti in nazionale ― Bosnia ed Erzegovina | Cronologia completa delle presenze e delle reti in nazionale ― Bosnia ed Erzegovina |
| Data                                                                                | Città                                                                               | In casa                                                                             | Risultato                                                                           | Ospiti                                                                              | Competizione                                                                        | Reti                                                                                | Note                                                                                |
| ----------------------------------------------------------------------------------- | ----------------------------------------------------------------------------------- | ----------------------------------------------------------------------------------- | ----------------------------------------------------------------------------------- | ----------------------------------------------------------------------------------- | ----------------------------------------------------------------------------------- | ----------------------------------------------------------------------------------- | ----------------------------------------------------------------------------------- |
| 15-11-2018                                                                          | Vienna                                                                              | Austria                                                                             | 0 – 0                                                                               | Bosnia ed Erzegovina                                                                | UEFA Nations League 2018-2019 - 1º turno                                            | -                                                                                   | 87’                                                                                 |
| 18-11-2018                                                                          | Las Palmas                                                                          | Spagna                                                                              | 1 – 0                                                                               | Bosnia ed Erzegovina                                                                | Amichevole                                                                          | -                                                                                   |                                                                                     |
| 23-3-2019                                                                           | Sarajevo                                                                            | Bosnia ed Erzegovina                                                                | 2 – 1                                                                               | Armenia                                                                             | Qual. Euro 2020                                                                     | -                                                                                   | 83’                                                                                 |
| 26-3-2019                                                                           | Zenica                                                                              | Bosnia ed Erzegovina                                                                | 2 – 2                                                                               | Grecia                                                                              | Qual. Euro 2020                                                                     | -                                                                                   | 90+1’                                                                               |
| 8-6-2019                                                                            | Tampere                                                                             | Finlandia                                                                           | 2 – 0                                                                               | Bosnia ed Erzegovina                                                                | Qual. Euro 2020                                                                     | -                                                                                   | 79’                                                                                 |
| 11-6-2019                                                                           | Torino                                                                              | Italia                                                                              | 2 – 1                                                                               | Bosnia ed Erzegovina                                                                | Qual. Euro 2020                                                                     | -                                                                                   | 81’                                                                                 |
| 5-9-2019                                                                            | Zenica                                                                              | Bosnia ed Erzegovina                                                                | 5 – 0                                                                               | Liechtenstein                                                                       | Qual. Euro 2020                                                                     | 2                                                                                   |                                                                                     |
| 8-9-2019                                                                            | Erevan                                                                              | Armenia                                                                             | 4 – 2                                                                               | Bosnia ed Erzegovina                                                                | Qual. Euro 2020                                                                     | 1                                                                                   |                                                                                     |
| 12-10-2019                                                                          | Zenica                                                                              | Bosnia ed Erzegovina                                                                | 4 – 1                                                                               | Finlandia                                                                           | Qual. Euro 2020                                                                     | -                                                                                   |                                                                                     |
| 15-10-2019                                                                          | Atene                                                                               | Grecia                                                                              | 2 – 1                                                                               | Bosnia ed Erzegovina                                                                | Qual. Euro 2020                                                                     | 1                                                                                   |                                                                                     |
| 4-9-2020                                                                            | Firenze                                                                             | Italia                                                                              | 1 – 1                                                                               | Bosnia ed Erzegovina                                                                | UEFA Nations League 2020-2021 - 1º turno                                            | -                                                                                   |                                                                                     |
| 7-9-2020                                                                            | Zenica                                                                              | Bosnia ed Erzegovina                                                                | 1 – 2                                                                               | Polonia                                                                             | UEFA Nations League 2020-2021 - 1º turno                                            | -                                                                                   | 46’                                                                                 |
| 8-10-2020                                                                           | Sarajevo                                                                            | Bosnia ed Erzegovina                                                                | 1 – 1 dts (3 – 4 dtr)                                                               | Irlanda del Nord                                                                    | Qual. Euro 2020                                                                     | -                                                                                   | 83’                                                                                 |
| 11-10-2020                                                                          | Zenica                                                                              | Bosnia ed Erzegovina                                                                | 0 – 0                                                                               | Paesi Bassi                                                                         | UEFA Nations League 2020-2021 - 1º turno                                            | -                                                                                   |                                                                                     |
| 14-10-2020                                                                          | Breslavia                                                                           | Polonia                                                                             | 3 – 0                                                                               | Bosnia ed Erzegovina                                                                | UEFA Nations League 2020-2021 - 1º turno                                            | -                                                                                   | 58’                                                                                 |
| 12-11-2020                                                                          | Sarajevo                                                                            | Bosnia ed Erzegovina                                                                | 0 – 2                                                                               | Iran                                                                                | Amichevole                                                                          | -                                                                                   | 46’                                                                                 |
| 15-11-2020                                                                          | Amsterdam                                                                           | Paesi Bassi                                                                         | 3 – 1                                                                               | Bosnia ed Erzegovina                                                                | UEFA Nations League 2020-2021 - 1º turno                                            | -                                                                                   | 61’                                                                                 |
| 18-11-2020                                                                          | Sarajevo                                                                            | Bosnia ed Erzegovina                                                                | 0 – 2                                                                               | Italia                                                                              | UEFA Nations League 2020-2021 - 1º turno                                            | -                                                                                   |                                                                                     |
| 24-3-2021                                                                           | Helsinki                                                                            | Finlandia                                                                           | 2 – 2                                                                               | Bosnia ed Erzegovina                                                                | Qual. Mondiali 2022                                                                 | -                                                                                   | 64’                                                                                 |
| 27-3-2021                                                                           | Zenica                                                                              | Bosnia ed Erzegovina                                                                | 0 – 0                                                                               | Costa Rica                                                                          | Amichevole                                                                          | -                                                                                   | 58’                                                                                 |
| 31-3-2021                                                                           | Sarajevo                                                                            | Bosnia ed Erzegovina                                                                | 0 – 1                                                                               | Francia                                                                             | Qual. Mondiali 2022                                                                 | -                                                                                   | 86’                                                                                 |
| 4-9-2021                                                                            | Zenica                                                                              | Bosnia ed Erzegovina                                                                | 1 – 0                                                                               | Kuwait                                                                              | Amichevole                                                                          | -                                                                                   | 61’                                                                                 |
| 7-9-2021                                                                            | Zenica                                                                              | Bosnia ed Erzegovina                                                                | 2 – 2                                                                               | Kazakistan                                                                          | Qual. Mondiali 2022                                                                 | -                                                                                   | 54’                                                                                 |
| 9-10-2021                                                                           | Nur-Sultan                                                                          | Kazakistan                                                                          | 0 – 2                                                                               | Bosnia ed Erzegovina                                                                | Qual. Mondiali 2022                                                                 | -                                                                                   | 83’                                                                                 |
| 12-10-2021                                                                          | Leopoli                                                                             | Ucraina                                                                             | 1 – 1                                                                               | Bosnia ed Erzegovina                                                                | Qual. Mondiali 2022                                                                 | -                                                                                   | 58’                                                                                 |
| 13-11-2021                                                                          | Zenica                                                                              | Bosnia ed Erzegovina                                                                | 1 – 3                                                                               | Finlandia                                                                           | Qual. Mondiali 2022                                                                 | -                                                                                   | 56’                                                                                 |
| 16-11-2021                                                                          | Zenica                                                                              | Bosnia ed Erzegovina                                                                | 0 – 2                                                                               | Ucraina                                                                             | Qual. Mondiali 2022                                                                 | -                                                                                   | 64’                                                                                 |
| 25-3-2022                                                                           | Zenica                                                                              | Bosnia ed Erzegovina                                                                | 0 – 1                                                                               | Georgia                                                                             | Amichevole                                                                          | -                                                                                   | 76’                                                                                 |
| 29-3-2022                                                                           | Zenica                                                                              | Bosnia ed Erzegovina                                                                | 1 – 0                                                                               | Lussemburgo                                                                         | Amichevole                                                                          | -                                                                                   |                                                                                     |
| 4-6-2022                                                                            | Helsinki                                                                            | Finlandia                                                                           | 1 – 1                                                                               | Bosnia ed Erzegovina                                                                | UEFA Nations League 2022-2023 - 1º turno                                            | -                                                                                   | 57’                                                                                 |
| 7-6-2022                                                                            | Zenica                                                                              | Bosnia ed Erzegovina                                                                | 1 – 0                                                                               | Romania                                                                             | UEFA Nations League 2022-2023 - 1º turno                                            | -                                                                                   |                                                                                     |
| 11-6-2022                                                                           | Podgorica                                                                           | Montenegro                                                                          | 1 – 1                                                                               | Bosnia ed Erzegovina                                                                | UEFA Nations League 2022-2023 - 1º turno                                            | -                                                                                   | 74’                                                                                 |
| 14-6-2022                                                                           | Zenica                                                                              | Bosnia ed Erzegovina                                                                | 3 – 2                                                                               | Finlandia                                                                           | UEFA Nations League 2022-2023 - 1º turno                                            | -                                                                                   | 77’ 84’                                                                             |
| 23-9-2022                                                                           | Zenica                                                                              | Bosnia ed Erzegovina                                                                | 1 – 0                                                                               | Montenegro                                                                          | UEFA Nations League 2022-2023 - 1º turno                                            | -                                                                                   | 73’                                                                                 |
| 26-9-2022                                                                           | Bucarest                                                                            | Romania                                                                             | 4 – 1                                                                               | Bosnia ed Erzegovina                                                                | UEFA Nations League 2022-2023 - 1º turno                                            | -                                                                                   |                                                                                     |
| Totale                                                                              |                                                                                     | Presenze                                                                            | 35                                                                                  |                                                                                     | Reti                                                                                | 4                                                                                   |                                                                                     |

## Palmarès

### Club

#### Competizioni nazionali
- Coppa di Croazia: 4

Dinamo Zagabria: 2014-2015, 2015-2016, 2017-2018
Rijeka: 2024-2025
- Campionato croato: 7

Dinamo Zagabria: 2014-2015, 2015-2016, 2017-2018, 2018-2019, 2019-2020, 2021-2022
Rijeka: 2024-2025
- Supercoppa di Croazia: 2

Dinamo Zagabria: 2019, 2022
- Campionato ungherese: 2

Ferencváros: 2022-2023, 2023-2024